# Cucumber (Fernsehserie)
Cucumber ist eine britische Fernsehserie aus dem Jahr 2015. Ihr Schöpfer ist Russell T Davies, der bereits Serien wie Queer as Folk, Doctor Who (Showrunner 2005–2010) und deren Ablegerserie Torchwood realisierte. Die Serie ist eine Produktion von Channel 4. Die Handlung der Serie kreist um fiktionale Gegebenheiten im schwulen Leben von Manchester.
Die einzelnen Folgen von Cucumber werden je durch eine Folge von Banana begleitet, einer Serie kaum verbundener Geschichten, ebenfalls aus dem schwulen Leben Manchesters. Gelegentliche Handlungsstränge oder Kameraeinstellungen überkreuzen sich flüchtig mit Szenen der jeweils zuvor gesendeten Folge von Cucumber. Und einige der Protagonisten spielen auch in Cucumber mit, deren persönliche Geschichte in Banana aber näher beleuchtet wird.
Parallel dazu gibt es eine dritte Produktion namens Tofu, die aber mehr dokumentarischen Charakter hat.

## Handlung
Henry Best ist ein 46-jähriger Versicherungsangestellter aus Manchester, der seit neun Jahren glücklich mit seinem Partner Lance Sullivan zusammenlebt. Jedoch verweigert er sich einer Heirat ebenso wie penetrierendem Sex. Nach einem Streit darüber verlässt Henry das gemeinsame Haus. Nachdem er durch eine große Missverständlichkeit auch seine Arbeit verliert, führt er fortan ein für ihn ungewohntes neues Leben in einer Wohngemeinschaft mit jungen aufgeschlossenen Homosexuellen. Gelegentliche Treffen mit Lance inklusive, bei der beide, jedoch erfolglos, eine Wiederannäherung suchen.
Henry findet den jungen hübschen Freddy anziehend, welcher aber von vornherein eine sexuelle Beziehung zu einem „alten Mann“ wie Henry kategorisch ausschließt. Dennoch entwickelt sich eine respektvolle Freundschaft, die Freddy oft an seinem gefassten Entschluss zweifeln lässt.
Lance verguckt sich in seinen attraktiven Arbeitskollegen Daniel, welcher seine Avancen zwar durchaus beantwortet, dies aber als erklärter Heterosexueller nur sehr zögerlich. Dadurch aber wird offenbar, dass dieser seine Homosexualität nur verleugnet. Eine Haltung, die später auch eskaliert, als er Lance, nach bereitwillig erfolgtem Oralsex, in Selbsthass mit einem Golfschläger erschlägt.
In vielen weiteren, auch komischen, Nebenhandlungen wird die in konservativen Vorstellungen rahmende Homosexualität von Männern mittleren Alters in Kontrast und Verbindung zu dem modernen und freien Leben junger Homosexueller in Manchester gesetzt.

## Entwicklung
Davis entwickelte die Idee zu Cucumber während seiner Zeit als Produzent von Doctor Who. Angedacht als „spiritueller Nachfolger“ der Channel-4-Serie Queer as Folk (1999/2000), mit dem geplanten Namen More Gay Men (Noch mehr schwule Männer), sollte sie auf schwules Leben von Männern mittleren Alters fokussiert sein. Sie gebar aus der Frage „Warum wären so viele schwule Männer erfreut darüber, wenn wir uns trennen?“, welche ihm sein Freund Carl Austin im Jahr 2001 stellte. Die Serie sollte ursprünglich schon 2006 produziert werden, aber der Erfolg, den Davies mit Doctor Who hatte, verzögerte den Start der Produktion. Es gibt nur eine Staffel, auch weil Davies aufgrund der fertig erzählten Geschichte („one and done story“) die Produktion einer weiteren Staffel ablehnte.
Die Namen Cucumber (englisch für Gurke) und Banana wurden ebenso wie der Titel der Online-Begleitserie Tofu inspiriert von einer wissenschaftlichen Untersuchung, welche die männliche Erektion zum Thema hatte. Die jeweiligen Versteifungsgrade wurden hierbei unterteilt in Tofu, geschälte Banane, ungeschälte Banane und Gurke.

## Besetzung und Synchronisation
Die Serie wurde bei der Rainer Brandt Filmproduktion in Berlin vertont. Erik Paulsen schrieb die Dialogbücher und führte die Dialogregie.

### Hauptbesetzung
| Rolle           | Schauspieler       | Hauptrolle | Synchronsprecher     |
| --------------- | ------------------ | ---------- | -------------------- |
| Henry Best      | Vincent Franklin   | 1.01–1.08  | Hans-Eckart Eckhardt |
| Lance Sullivan  | Cyril Nri          | 1.01–1.08  |                      |
| Freddie Baxter  | Freddie Fox        | 1.01–1.08  | Patrick Baehr        |
| Dean Monroe     | Fisayo Akinade     | 1.01–1.08  | Amadeus Strobl       |
| Cleo Whitaker   | Julie Hesmondhalgh | 1.01–1.08  |                      |
| Adam Whitaker   | Ceallach Spellman  | 1.01–1.08  |                      |
| Daniel Coltrane | James Murray       | 1.01–1.08  |                      |
| Cliff Costello  | Con O’Neill        | 1.01–1.08  |                      |

### Nebenbesetzung
| Rolle            | Schauspieler      | Nebenrolle             | Synchronsprecher       |
| ---------------- | ----------------- | ---------------------- | ---------------------- |
| Vivienne Scott   | Letitia Wright    | 1.02, 1.05, 1.07, 1.08 | Lina Rabea Mohr        |
| Veronica Chandra | Anjli Mohindra    | 1.02, 1.05–1.08        | Jessica Walther-Gabory |
| Tomasz           | Matthew Bailey    | 1.01–1.08              |                        |
| Violet           | Hannah John-Kamen | 1.02, 1.03             | Nadine Zaddam          |

## Internationale Ausstrahlung
Am 22. Januar 2015 erfolgte die Erstausstrahlung von Cucumber auf Channel 4, welcher die Serie auch produzieren ließ. Die Nebenserie Banana konnte im Channel-4-Zweitkanal „E4“ verfolgt werden.
Fernsehsender, welche sich vornehmlich an ein LBGT-Publikum richten, nahmen hernach die Serien bevorzugt in ihr Programm. So wurden beide Serien, Cucumber und Banana am 13. April 2015 erstmals in den Vereinigten Staaten auf Logo ausgestrahlt und wurden von knapp 55.000 Zuschauern gesehen. Und auch in Kanada wurden die beiden Serien im Frühling 2015 auf OUTtv gesendet. Cucumber wurde vollständig in den Niederlanden auf NPO 3 in zeitlicher Nähe der Amsterdam Gay Pride ausgestrahlt (ab Ende Juli 2015). Die Serie Banana konnte auf der Webseite des Senders angeschaut werden. In Australien wurden beide Serien auf SBS ausgestrahlt. und sind auch auf dem Video-on-Demand-Service Stan zu sehen.
Die Serien sind auch als Video-on-Demand beim Sender TVNZ in Neuseeland verfügbar. In Deutschland wurden die beiden Serien synchronisiert und ab dem 30. Juli 2016 im WDR ausgestrahlt. Aber nur 70.000 Zuschauer schalteten zur ersten Folge ein. Im Februar und März 2017 wurden die Serien im Sender ONE wiederholt.

## Kritiken
Im The Guardian schrieb Sam Wollaston, dass die Erstausstrahlung der Cucumber-Banana-Tofu–Trilogie das Fernsehereignis der Woche war und auch dass, obwohl die Darstellung „herrlich, triumphierend, explizit schwul“ sei, man sich als heterosexueller Zuschauer nicht ausgeschlossen fühle.
Barbara Dürnberger von der Wiener Zeitung schrieb, dass „Cucumber“ sich an keine Regeln hält, keine Rücksicht nimmt. Weder auf die Zuschauer, noch auf seine Darsteller. Es sei vermutlich Davies’ bislang dunkelstes Werk.
Norbert Blech von Queer.de schrieb, dass Cucumber, ähnlich der US-amerikanischen Fernsehserie Looking, einen anderen Ansatz verfolgt, dass hier mit besonders individuellen Charakteren und Lebensepisoden eine Annäherung an die Community als Ganzes erfolgen soll, auch wie miteinander kommuniziert und umgegangen wird.